# Список высших учебных заведений Чечни
В список высших учебных заведений Чечни включены образовательные учреждения высшего и высшего профессионального образования, находящиеся на территории Чеченской Республики и участвовавшие в мониторинге Министерства образования и науки Российской Федерации 2015 года. Этим критериям в Чечне соответствуют 3 вуза и 2 филиала.
Филиалы вузов, головные организации которых находятся в иных субъектах федерации, сгруппированы в отдельном списке. Порядок следования элементов списка — алфавитный.
Вузы, лицензия которых не действует на 18 февраля 2016 года, отмечены цветом.

## Список высших образовательных учреждений
| Название                                                     | Категория         | Год основания | Месторасположение | Число студентов |
| ------------------------------------------------------------ | ----------------- | ------------- | ----------------- | --------------- |
| Грозненский государственный нефтяной технический университет | государственный   | 1920          | Грозный           | 8171            |
| Чеченский государственный педагогический университет         | государственный   | 1980          | Грозный           | 6730            |
| Чеченский государственный университет                        | государственный   | 1938          | Грозный           | 17782           |
| Курчалоевский исламский институт имени Ахмата-Хаджи Кадырова | негосударственный | 1991          | Курчалой          | 300             |
| Российский исламский университет имени Кунта-Хаджи           | негосударственный | 2009          | Грозный           | 300             |

## Список филиалов высших образовательных учреждений
| Название                                                                                | Категория         | Год основания | Месторасположение | Месторасположение головной организации | Число студентов |
| --------------------------------------------------------------------------------------- | ----------------- | ------------- | ----------------- | -------------------------------------- | --------------- |
| Гудермесский филиал Института финансов и права                                          | негосударственный | 1993          | Гудермес          | Махачкала                              |                 |
| Филиал в Чеченской Республике Московского института государственного управления и права | негосударственный |               | Знаменское        | Москва                                 |                 |